# برنارد بولارد
برنارد بولارد (بالإنجليزية: Bernard Pollard)‏ هو لاعب كرة قدم أمريكية أمريكي، ولد في 23 ديسمبر 1984 في فورت واين في الولايات المتحدة.

## وصلات خارجية
- برنارد بولارد على موقع مرجع كرة القدم المحترفة.كوم (الإنجليزية)